# Workuta

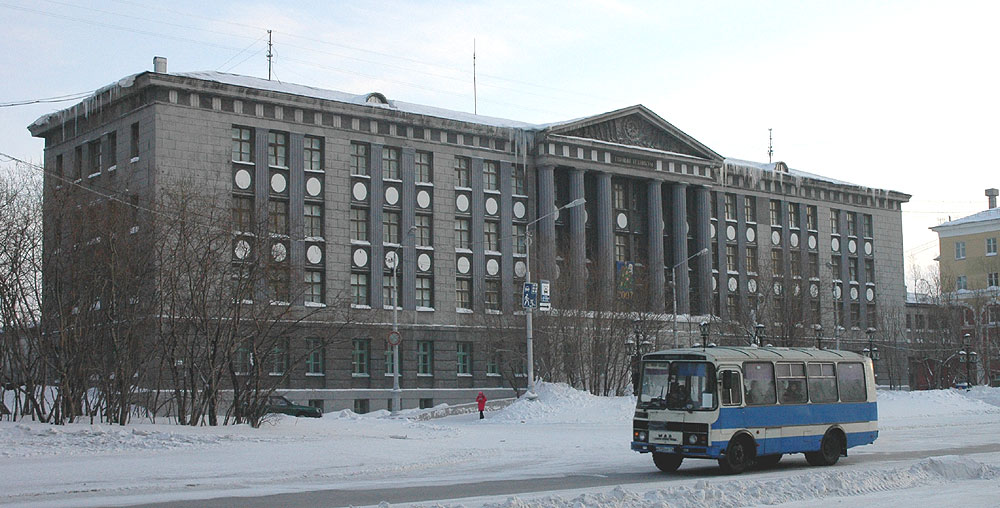
Górnicza szkoła wyższa

Workuta (ros. Воркута; komi: Вӧркута, Vörkuta) – miasto w Rosji, w republice Komi, nad rzeką Workutą (dorzecze Peczory), 160 km na północ od koła podbiegunowego. Nazwa miasta pochodzi z języka nienieckiego, co można przetłumaczyć jako dużo niedźwiedzi.

## Klimat

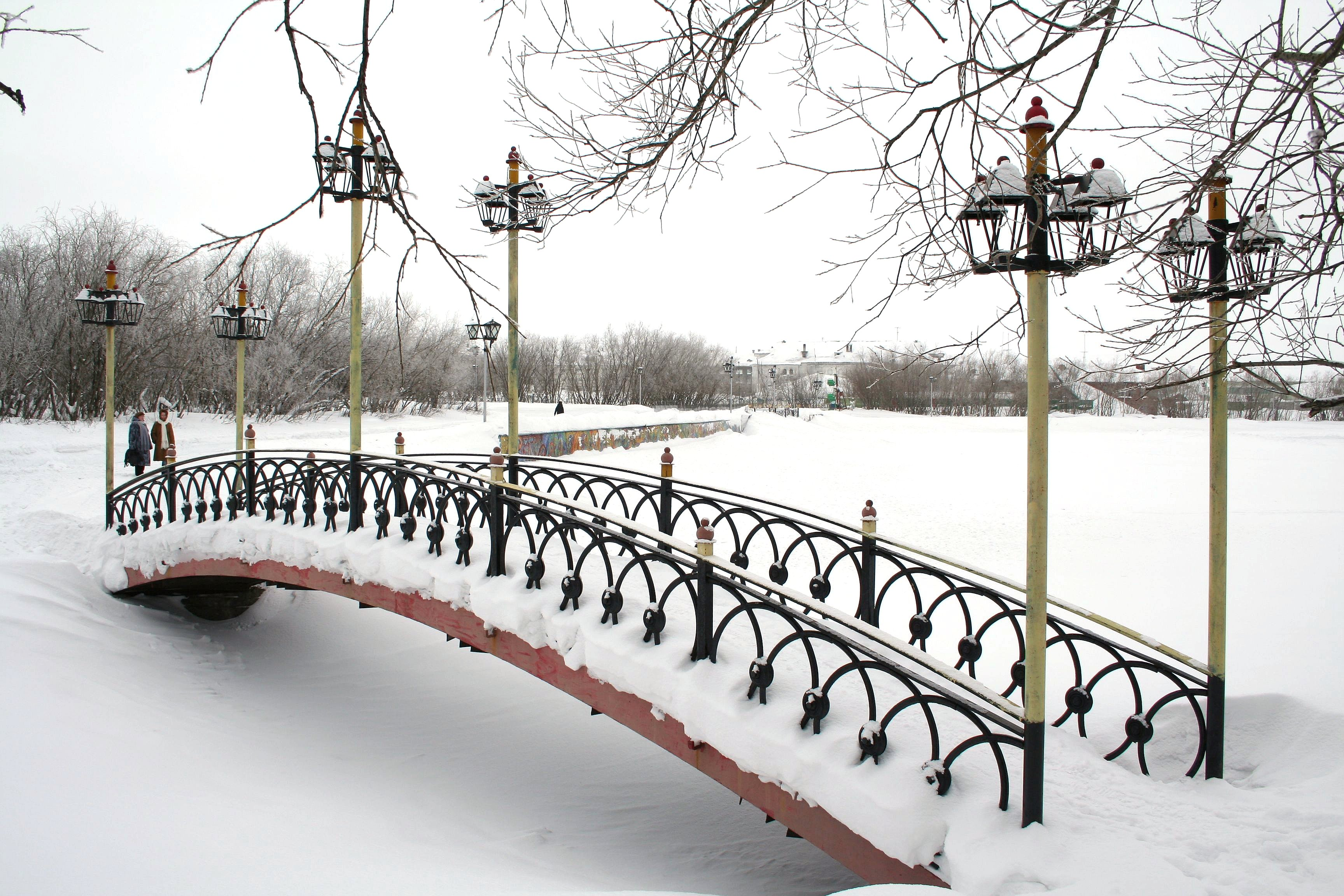
Park miejski

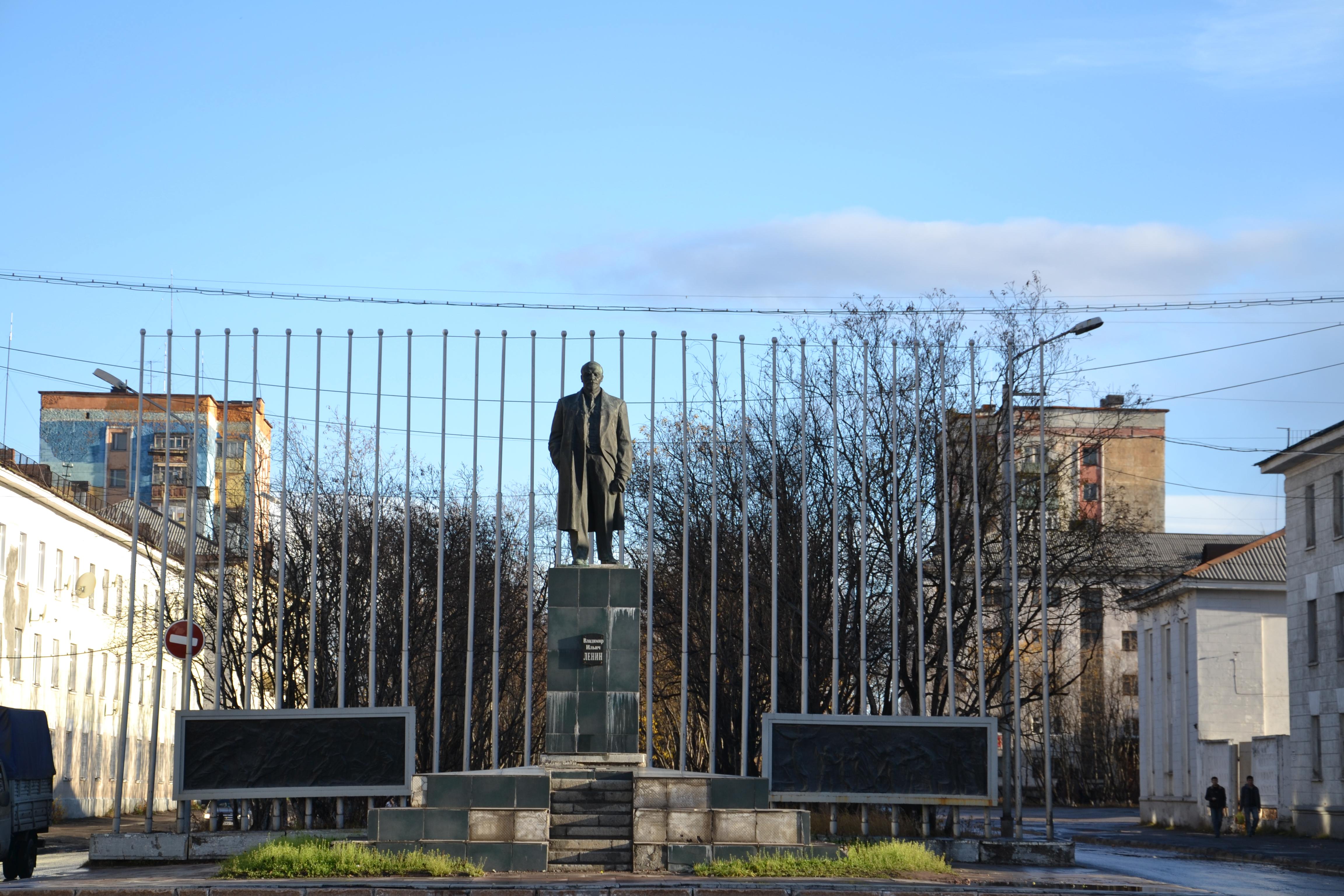
Pomnik Lenina przy placu Pokoju

Klimat Workuty – miejscowości położonej za kołem podbiegunowym – jest subarktyczny, zdecydowanie przypominający klimat północno-syberyjski. Zima trwa 8 miesięcy i połączona jest z niskimi temperaturami oraz silnym, lodowatym wiatrem. W okresie grudnia i stycznia trwa noc polarna. Nie jest ona zbyt długa, lecz w dni zimowe naturalne światło słoneczne pojawia się na stosunkowo krótki czas.
Lato jest krótkie. Średnie temperatury lipca wynoszą około 14 stopni.
Miasto położone jest na terenie tundrowym. Brak lasów – występują jedynie pojedyncze, czasami gęsto poplątane zarośla złożone z karłowatej brzozy.
Wieczna zmarzlina rozmarza latem do głębokości kilkudziesięciu centymetrów. Cały teren jest wówczas silnie podmokły i zatorfiony. Poruszanie się w terenie możliwe jest wówczas jedynie w specjalnych, wysokich, nieprzemakalnych butach.
Plagą w okresie letnim są chmary komarów oraz jeszcze groźniejsze od nich bardzo agresywne meszki. Powodują one dotkliwe ukąszenia wszelkich nieosłoniętych fragmentów ciała. Twarz należy chronić przy pomocy kapeluszy z moskitierą. 
Warunki życia codziennego ludzi są bardzo uciążliwe; starają się oni, o ile to możliwe, opuścić nieprzyjazne tereny tundrowe.

## Historia
Osadę założono w 1936 r. w ramach rozbudowy systemu sowieckich łagrów. Istnienie miejscowości związane było od początku z eksploatacją bogatych pokładów węgla. Rozbudowujące się osiedle prawa miejskie uzyskało w 1943 roku. Po stopniowej likwidacji obozów pracy starano się utrzymać wydobycie węgla. Jednakże wysokie koszty pracy najemnej w ekstremalnych warunkach spowodowały radykalny spadek opłacalności wydobycia. W latach dziewięćdziesiątych dochodziło do licznych strajków pracowniczych wywołanych zaległościami w wypłatach wynagrodzeń sięgającymi nawet jednego roku.
Sytuacja taka doprowadziła do masowego odpływu mieszkańców, trwającego również w chwili obecnej. Uległ on w ostatnim czasie znacznemu przyśpieszeniu. Część kopalń została porzucona. Maksymalną liczbę mieszkańców (115 tysięcy) miasto osiągnęło pod koniec lat osiemdziesiątych. W roku 2010 miasto liczyło 70,5 tysiąca mieszkańców. W ciągu czterech lat, do roku 2014 liczba ta zmniejszyła się do 61 618.

## Workutłag

### Organizacja
W latach 1938–1960 w okolicach Workuty znajdował się zespół kilkunastu obozów systemu Gułag, który chronologicznie nosił następujące nazwy:
- Workucko-Peczorski Poprawczy Obóz Pracy (Воркуто-Печорский ИТЛ),
- WorkutPieczŁag (Воркутпечлаг),
- Workutłag (Воркутлаг),
- a przed likwidacją WorkutStroj (Воркутстрой).

Więźniowie, wśród których było również tysiące Polaków, Niemców i Ślązaków, byli prawie jedyną siłą roboczą miejscowej gospodarki, a zwłaszcza zagłębia węgla kamiennego. Liczba przebywających tam więźniów ulegała czasowym zmianom, co było ściśle związane zarówno z nasilaniem się represji w Związku Radzieckim, jak i potrzebami gospodarki:
- na początku było ich 15 tysięcy (1938),
- pod koniec II wojny światowej – 45 tysięcy (1945),
- w szczytowym okresie – 73 tysiące (1951),
- pod koniec istnienia – 15 tysięcy (1960).

Do miejscowych łagrów trafiła też grupa ponad 250 Świadków Jehowy z Estońskiej SRR w ramach Operacji Północ.

### Polscy zesłańcy do Workuty
- ks. Antoni Dilys
- Józef Galant
- hm. Józef Grzesiak „Czarny”
- Juliusz Jaszczuk
- Grażyna Lipińska
- Beata Obertyńska
- Leopold Pac Pomarnacki
- Henryk Panas
- Kazimierz Podrez
- Marian Teleszyński
- Jerzy Urbankiewicz
- kard. Kazimierz Świątek
- Mieczysław Zabierowski
- Jerzy Gajdziński[3]

### Bunt więźniów
W lipcu 1953 w okolicach Workuty doszło do buntu więźniów w jednym z obozów. Według relacji Johna H. Noble, obóz w Workucie i wiele pobliskich obozów zostało całkowicie opanowane przez grupę 400 więźniów, którzy następnie podjęli wędrówkę ku oddalonej o tysiące kilometrów na zachód Finlandii, zanim zostali pojmani i straceni. We wszystkich obozach wojsko i siły bezpieczeństwa szybko przywróciły kontrolę. To wydarzenie zostało także wykorzystane w grze komputerowej Call of Duty: Black Ops.

## Gospodarka
W mieście rozwinął się przemysł maszynowy, drzewny oraz materiałów budowlanych.

## Transport
Do Workuty nie prowadzi żadna droga. Komunikację z resztą kraju zapewnia stacja kolejowa i port lotniczy.
Szosa asfaltowa kończy się w Uchcie, 800 km od Workuty. 500 km pokonuje się drogą nieformalną, używaną przez samochody, ale nienaniesioną na mapę. Ostatnie trzysta kilometrów dojeżdża się do miasta bezdrożami, wzdłuż nasypu kolejowego.
W 2011 odbyła się wyprawa samochodami terenowymi zorganizowana przez fascynatów z Torunia. We wrześniu 2012 wyprawę motocyklową do Workuty podjął motocyklista ze Śląska.